# Viola ruprechtiana
Viola ruprechtiana är en violväxtart som beskrevs av Borb.. Viola ruprechtiana ingår i släktet violer, och familjen violväxter. Inga underarter finns listade i Catalogue of Life.